# Vena piccola safena
La vena piccola safena è tra le maggiori vene superficiali della gamba, di cui occupa la posizione posteriore. 
Origina posteriormente al malleolo laterale come continuazione della vena marginale laterale, che deriva dall'arco venoso dorsale del piede. Sale posteriormente lungo la gamba sulla linea centrale, accompagnata dal nervo surale. Prossimalmente decorre nel solco tra i capi dei gastrocnemi. Perfora la fascia crurale in prossimità della fossa poplitea per sboccare nella vena poplitea.